# Styrsö kammarmusikdagar
Styrsö kammarmusikdagar är en sedan 2002 årligen återkommande kammarmusikfestival på Styrsö i Göteborgs kommun. 

## Om festivalen
Festivalen har ägt rum varje år i slutet av juli eller början av augusti sedan 2002.
Återkommande deltar Styrsö kammarsolister som består av musiker mestadels från Göteborgs Symfoniker, men även från andra orkestrar i Sverige. Därtill deltar särskilt inbjudna solister.
Festivalen har även under ett flertal år beställt nya verk som också har uruppförts.

## Solister
| 2024 | Victoria Granlund          | Sopran      |
|      | Bengt Forsberg             | Piano       |
| 2023 | Andrei Ioniță              | Cello       |
| 2022 | Christian Ihle Hadland     | Piano       |
|      | Marcus Bäckerud            | Violin      |
|      | Oscar Edin                 | Viola       |
| 2021 | Anne Sofie von Otter       | Mezzosopran |
| 2020 | Alec Frank-Gemill          | Horn        |
| 2019 | Terje Skomedal             | Violin      |
|      | Charlotta Grahn Wetter     | Violin      |
| 2018 | Erika Sunnegårdh           | Sopran      |
|      | Mårten Landström           | Piano       |
| 2017 | Peter Jablonski            | Piano       |
|      | Jessica Zandén             | Recitation  |
|      | Per Ivarsson               | Trumpet     |
| 2016 | Anna Jobrant               | Sopran      |
|      | Martin Sturfält            | Piano       |
| 2015 | Roland Pöntinen            | Piano       |
|      | Erik Groenenstein-Hendriks | Harpa       |
|      | Gunilla Johansson          | Recitation  |
| 2014 | Katrine Gislinge           | Piano       |
| 2013 | Sara Trobäck               | Violin      |
| 2012 | Katrine Gislinge           | Piano       |
| 2011 | Dan Laurin                 | Blockflöjt  |
|      | Anna Paradiso Laurin       | Cembalo     |
| 2010 | Susanna Andersson          | Sopran      |
| 2009 | Paul Spjuth                | Trumpet     |
| 2008 | Brusk Zanganeh             | Violin      |
|      | Kristina Edin              | Kontrabas   |
| 2007 | Lisa Gustafsson            | Sopran      |
|      | Mårten Landström           | Piano       |
| 2006 | Henrik Nordqvist           | Klarinett   |
| 2005 | Mårten Larsson             | Oboe        |
|      | Arne Nilsson               | Fagott      |
|      | Mårten Landström           | Piano       |
| 2004 | Ingrid Sjönnemo            | Violin      |
|      | Nils Edin                  | Viola       |
|      | Lennie Haight              | Violin      |
| 2003 | Anders Jonhäll             | Flöjt       |
|      | Lennie Haight              | Violin      |
| 2002 | Mats Olofsson              | Cello       |
|      | Astrid Lindell             | Cello       |

## Uruppföranden
| 2023 | Pierre Guis       | Variations sur une Passacaille                       |
| 2021 | Cecilia Damström  | Fretus                                               |
|      | Johan Ullén       | Concerto Grosso                                      |
| 2018 | Britta Byström    | Lovsång till drömmarna                               |
| 2016 | Catharina Backman | Die Brücke, der Park und dann…                       |
| 2015 | Stefan Pöntinen   | Place Pigalle                                        |
| 2014 | Fredrik Gran      | Bilder av fält utan stängsel                         |
| 2013 | Tomas Hulenvik    | En tolkning av båtfärden mellan Köpstadsö och Styrsö |
| 2012 | Bent Sørensen     | Mignon                                               |
| 2011 | B Tommy Andersson | Toccata, Aria & Chaconne                             |